# Vecchio ignudo al sole
Vecchio ignudo al sole (Viejo desnudo al sol) è un'opera del pittore spagnolo Marià Fortuny i Marsal. Esistono varie versioni di questo quadro, sebbene la più nota sia quella esposta al museo del Prado di Madrid.

## Descrizione
L'opera raffigura un anziano a torso nudo, sotto una forte luce solare e davanti a uno sfondo oscuro. Si apprezza un lavoro importante riguardo l'incidenza della luce sui fondi scuri. Il livello dei dettagli dell'opera non è uguale in tutta la tela, dato che la zona del volto del modello è quella la cui rifinitura è più precisa, mentre i fianchi sotto l'ombelico sono appena abbozzati. Sul busto e sulle braccia si ritrovano i segni del passaggio dell'età, accentuando il naturalismo della figura.

## Stile e influenze
Questo quadro è stato identificato con il movimento impressionista e si ritiene che sia stato influenzato anche dal naturalismo. Si riscontrano inoltre delle influenze di Jusepe de Ribera. Quando Fortuny visitò il museo del Prado per la prima volta, nel 1860, provò una profonda ammirazione per Velázquez, Goya e Ribera, e quest'ultimo era quello che influenzò maggiormente l'immagine di questa figura invecchiata, soprattutto per il decadimento della pelle e dei muscoli, come fece il maestro di Xàtiva nei suoi santi. Lo stile dell'illuminazione di questo quadro venne continuato dall'artista Joaquín Sorolla, un maestro di questo tipo di rappresentazioni.